# Heptanamida
La heptanamida es la amida derivada del ácido heptanoico. Su fórmula molecular es C7H15NO.